# سميرة خميس عبيد
الدكتورة سميرة خميس عُبَيْد سياسية يمنية عينت في منصب «وزير دولة» في حكومة خالد بحاح بتاريخ 7 نوفمبر 2014م.
ثم أعيد تعينها ضمن تعديل وزاري وزيراً للشؤون الاجتماعية والعمل في 25 نوفمبر 2014م وظلت في منصبها حتى قدمت حكومة خالد بحاح استقالتها في 22 يناير 2015م، بعد انقلاب اليمن 2014م الذي قام به الحوثيون.

## مناصب وأدوار
- أستاذ مساعد في كلية التربية عدن قسم الفلسفة وعلم الاجتماع، تخصصت في تاريخ الفلسفة.
- حاصلة على الدكتوراه في الفلسفة من جامعة سان بطرسبرج الحكومية 2003م، وبكالوريوس وماجستير في الفلسفة - جامعة فردريك شيللر - ألمانيا 1987م. [3]
- رئيسة قسم المناهج والدراسات العليا في مركز المرأة - جامعة عدن.

## أبحاث
- بحث مشترك (الآثار الاجتماعية للهجرة اليمنية الخارجية على الأسرة اليمنية من منظور النوع الاجتماعي، دراسة ميدانية تحليلية)، مركز المرأة للبحوث والتدريب - عدن، 2009م.
- بحث مشترك حول الآثار الديموغرافية الاجتماعية للهجرة الداخلية اليمنية من منظور النوع الاجتماعي (دراسة سيلوجية - ميدانية).
- ملخص بحث منشور في كتاب حول ملخصات الأبحاث المقدمة للمؤتمر الثاني حول المرأة والعلوم والتنمية ديسمبر 2009م.